# Zeche Vereinigte Wiendahlsbank
Die Zeche Vereinigte Wiendahlsbank war ein Steinkohlebergwerk in Dortmund-Kruckel und Witten-Rüdinghausen. Das Bergwerk ist aus der Konsolidation mehrerer bis dahin eigenständiger Bergwerke entstanden. Die Gewerkschaft Vereinigte Wiendahlsbank gehörte zu den Gründungsmitgliedern des Rheinisch-Westfälischen Kohlen-Syndikats. Das Bergwerk gehörte in der zweiten Hälfte des 19. Jahrhunderts zu den bedeutendsten Zechen des Regierungsbezirks Arnsberg.

## Geschichte

### Die Anfänge
Am 24. September des Jahres 1850 konsolidierte die Zeche Wiendahlsbank mit den Geviertfeldern Wiendahlsbank Nr. 4, Güldener Mond, Rosalie und Westermannsbank unter dem Namen Vereinigte Wiendahlsbank. Das Bergwerk wurde von der Gewerkschaft Vereinigte Wiendahlsbank geführt. Im darauffolgenden Jahr wurden Schürfarbeiten durchgeführt. Im Jahr 1853 wurden Teile der Zechen Johannes Erbstollen und Mit Gott gewagt übernommen, und es wurde mit den Teufarbeiten für einen seigeren Schacht begonnen. Der Schacht wurde nordwestlich von Kruckel in der Hamburger Mulde angesetzt. Der Schacht befand sich südlich der Bergisch-Märkischen Eisenbahn zwischen den beiden Bahnhöfen Annen und Barop. Dieser erste Schacht war als Förderschacht geplant. Zu dieser Zeit gehörte das Bergwerk zum Bergamtsbezirk Bochum. Im Jahr 1854 erreichte der Schacht bei einer Teufe von 20 Metern (+ 81 m NN) die Stollensohle. Im Jahr 1855 wurde bei einer Teufe von 50 Metern (+ 51 m NN) die 1. Sohle angesetzt. Im Anschluss daran begann man auf der ersten Tiefbausohle mit den Vorrichtungsarbeiten. Zu dieser Zeit gehörte das Bergwerk zum Bergrevier Östlich-Witten. Im Jahr 1857 wurde bei einer Teufe von 105 Metern (- 4 m NN) die 2. Sohle angesetzt. Im Jahr 1858 wurde 70 Meter südlich vom Förderschacht ein zweiter Schacht angesetzt und bis zur 1. Sohle geteuft. Damit war nun der Übergang zum Tiefbau erreicht.

### Die ersten Betriebsjahre
Im Jahr 1858 wurde mit der Förderung begonnen und die Vorrichtungsarbeiten der bereits aufgeschlossenen Flöze fortgeführt. Auf der Wettersohle wurden die Querschläge nach Süden und nach Norden weiter aufgefahren. Damit die über dem Grubenfeld befindliche Bahnstrecke durch den Bergbaubetrieb keinen Schaden hinnehmen konnte, wurde von der Bergbehörde das Anstehen von entsprechenden Sicherheitspfeilern angeordnet. Im Jahr 1861 wurde die Auffahrung der beiden Querschläge weitergeführt und die weiteren Flöze durch neue Strecken angefahren. Das Bergwerk gehörte mittlerweile zum Bergrevier Witten. Im Jahr darauf wurde auf der 1. Bausohle im nördlichen Feld ein Querschlag zur Lösung der Flöze Nr. 1 und Nr. 2 um 21 Lachter weiter aufgefahren. Im Jahr 1866 wurde mit den Teufarbeiten für einen tonnlägigen Schacht begonnen. Im Jahr 1869 kam es zu einem Defekt an der Wasserhaltungsmaschine. An der 20-zölligen Druckpumpe war ein Plungerrohr zerborsten. Die Schäden machten sich kurz darauf auch an der eingebauten Hilfspumpe bemerkbar. Die Maschinen wurden mit Hilfe von Taucherarbeiten repariert. Wegen des Ausfalls der Wasserhaltung musste der Betrieb für drei Wochen eingestellt werden. Im Jahr darauf wurden die von der Zeche Johannes Erbstollen übernommenen Felder zu Vereinigte Wiendahlsbank konsolidiert, und das Feld Holthausen-Wiendahlsbank wurde von der Zeche Holthausen erworben. Im Jahr 1872 wurde neben dem ersten Schacht mit den Teufarbeiten für den Schacht Friedrich begonnen. Dieser Schacht war als Förderschacht vorgesehen. Der erste Schacht erhielt den Namen Wilhelm. Im Jahr darauf wurden die Teufarbeiten im Schacht Friedrich wegen starker Wasserzuflüsse bei einer Teufe von 130 Metern eingestellt. Anschließend nahm man ab der 2. Sohle die Förderung auf. Schacht Wilhelm wurde fortan nur noch für die Wasserhaltung genutzt. Im Jahr 1877 wurden die Teufarbeiten an Schacht Wilhelm wieder aufgenommen. Bei einer Teufe von 209 Metern (- 108 m NN) wurde die 3. Sohle angesetzt. Im darauffolgenden Jahr wurde der Schacht Friedrich bis zur 3. Sohle tiefer geteuft. Im Jahr 1880 wurde ein Pachtvertrag geschlossen, der das 25-jährige Recht für den Abbau im Feld der Zeche Holthausen sicherte. Um das Jahr 1885 wurden von der Zeche Vereinigte Hamburg die Felder Ardey & Wiendahlsbank I-III und im Jahr 1888 wurde die stillgelegte Zeche Johannes Erbstollen erworben. 1889 übernahm die Dortmunder Louise Tiefbau AG 991 Kuxe der Gewerkschaft Vereinigte Wiendahlsbank und somit die Kuxenmehrheit.

### Der weitere Ausbau und Betrieb
In den 1890er Jahren wurde das Bergwerk unter der neuen Führung modernisiert und großzügig ausgebaut. Im Jahr 1890 wurden die Teufarbeiten an Schacht Friedrich fortgeführt. Im Jahr 1892 wurde im Schacht Friedrich bei einer Teufe von 316 Metern (- 215 m NN) die 4. Sohle angesetzt. Anschließend wurde der Schacht Wilhelm tiefer geteuft und bei einer Teufe von 401 Metern (- 300 m NN) die 5. Sohle angesetzt. Im Jahr 1895 wurde über Tage die Kohlenwäsche und die Brikettfabrik in Betrieb genommen. Im Jahr 1897 wurden mit dem nördlichen Querschlag die Flöze 9, 10, 11, 12 erreicht. Der Querschlag hatte zu diesem Zeitpunkt eine Auffahrungslänge von 220 Metern erreicht. Die Felder Ardey & Wiendahlsbank I-III wurden zu Vereinigte Ardey und Wiendahlsbank konsolidiert. Gleichzeitig wurde mit der Zeche Vereinigte Wiendahlsbank eine betriebliche Einheit gebildet. Dadurch umfasste die gesamte Berechtsame eine Fläche von 7,9 km2. Zu diesem Zeitpunkt gehörte das Bergwerk zum Bergrevier Dortmund-Süd. Im Jahr 1898 wurden der Teil eines Feldes von der Zeche Kaiser Friedrich angepachtet. Im selben Jahr waren auf dem Bergwerk sechs Flöze mit einer Mächtigkeit von bis zu 1,8 Metern in Verhieb. Im Jahr 1900 waren drei Schächte in Betrieb. Es wurde ein Feldertausch zwischen den Zechen Vereinigte Ardey & Wiendahlsbank und Ardey & Dreigewerke vorgenommen. Durch diesen Feldertausch wurde das Feld Krüger wieder zurückerworben. Dadurch umfasste die gesamte Berechtsame nun eine Fläche von 6,9 km2. Im Jahr 1903 wurde mit den Teufarbeiten für einen neuen Wetterschacht neben dem Schacht Friedrich begonnen. Im Jahr 1905 wurde ab der 5. Sohle ein Blindschacht abgeteuft, und der Schacht wurde anschließend ausgemauert. Im Jahr 1907 wurden die Funktionen der Schächte Friedrich und Wilhelm getauscht. Schacht Friedrich wurde Wetter- und Schacht Wilhelm wurde Förderschacht. Im Blindschacht wurde bei einer Teufe von 542 Metern (- 441 m NN) die 6. Sohle angesetzt.
1908 erwarb die Deutsch-Luxemburgische Bergwerks- und Hütten-AG Louise Tiefbau und damit auch die Zeche Vereinigte Wiendahlsbank. Am 1. Februar des Jahres 1909 wurde die bergrechtliche Gewerkschaft aufgelöst. Die Teufarbeiten an Schacht Wilhelm wurden wieder aufgenommen und bei einer Teufe von 658 Metern (- 557 m NN) wurde die 6. Sohle angesetzt. Außerdem wurde der Schacht Friedrich tiefer geteuft. Es wurde ein kleiner Feldesteil von der bereits stillgelegten Zeche Louise Tiefbau übernommen. In diesem Feldesteil befand sich auch der Schacht Schulte, der als Wetterschacht wieder in Betrieb genommen wurde. Es wurde eine Wasserhaltungspumpe eingebaut und begonnen, das Feld Louise zu sümpfen. In dem Feld wurden die restlichen noch anstehenden Kohlen abgebaut. Im Jahr 1911 wurde das Feld Louise Ostfeld an die Zeche Glückauf Tiefbau abgegeben. Die Berechtsame umfasste nun eine Fläche von 6 km2. Im Jahr darauf wurde im Schacht Wilhelm bei einer Teufe von 783 Metern (- 3682 m NN) die 8. Sohle angesetzt. Der Schacht wurde von der 6. Sohle zur 5. Sohle hochgebrochen. Es wurde ein Durchschlag mit der Zeche Kaiser Friedrich erstellt. Im Jahr 1914 wurde der Schacht Friedrich wieder zum Förderschacht umfunktioniert. Der Schacht förderte ab der 7. Sohle. Im darauffolgenden Jahr wurde die Brikettfabrik stillgelegt. Im Jahr 1917 kamen bei einem Absturz des Förderkorbes vier Bergleute zu Tode.

### Die letzten Jahre bis zur Stilllegung
Während des Ersten Weltkrieges wurden viele Bergwerke der Deutsch-Lux, darunter auch die Zeche Vereinigte Wiendahlsbank, über Gebühr ausgebeutet. Dies führte dazu, dass das Bergwerk nach dem Krieg technisch völlig veraltet war. Aus diesem Grund beschloss die Gesellschaft in den 1920er Jahren, mehrere nicht mehr wirtschaftlich arbeitende Bergwerke zu schließen. Zunächst wurde auf dem Bergwerk die Brikettfabrik im Jahr 1921 wieder in Betrieb genommen. Im darauffolgenden Jahr wurde ein Feldertausch mit der Zeche Gottessegen vorgenommen. Es wurden Teile eines Flözes abgegeben und das Längenfeld Rosina erworben. Im Jahr 1923 wurde die Förderung auf dem Bergwerk aufgrund der Ruhrbesetzung eingestellt. Am 11. April des Jahres 1924 kam es zu einer Kohlenstaubexplosion, bei der sechs Bergleute getötet wurden. Nur wenige Wochen später kam es am 2. Juni zu einer erneuten Kohlenstaubexplosion, auch hierbei wurden sechs Bergleute getötet. Mittlerweile waren auf dem Bergwerk die oberen Fettkohlenpartien abgebaut. Auf dem Bergwerk wurden zunehmend Esskohlen gefördert, für die kein genügend großer Absatzmarkt vorhanden war. Aus diesem Grund wurde die Zeche Vereinigte Wiendahlsbank am 16. August des Jahres 1924 stillgelegt, und das Grubengebäude soff allmählich ab. In den nachfolgenden Jahren wurden die Schächte verfüllt und die Tagesanlagen abgebrochen.

## Förderung und Belegschaft
Die ersten Förderzahlen stammen aus dem Jahr 1860, in diesem Jahr wurden 584.903 Scheffel Steinkohle gefördert. Auf dem Bergwerk wurden bis ins 20. Jahrhundert qualitativ hochwertige Fettkohlen, die zur Maschinenfeuerung geeignet waren, gefördert. Die ersten bekannten Belegschaftszahlen stammen aus dem Jahr 1861, damals waren 241 Bergleuten auf dem Bergwerk beschäftigt. Im Jahr 1865 wurden mit 363 Beschäftigten 293.719 preußische Tonnen Steinkohle gefördert. Im Jahr 1870 lag die Förderung bei 59.742 Tonnen Steinkohle, die Belegschaftsstärke betrug 398 Beschäftigte. Im Jahr 1875 wurden mit 456 Beschäftigten 98.293 Tonnen Steinkohle gefördert. Im Jahr 1880 stieg die Förderung leicht auf 92.759 Tonnen Steinkohle, die Belegschaftsstärke lag bei 342 Beschäftigten. Im Jahr 1885 sank die Förderung auf 82.455 Tonnen Steinkohle, die Belegschaftsstärke lag bei 304 Beschäftigten. Im Jahr 1890 wurden mit 467 Beschäftigten 123.407 Tonnen Steinkohle gefördert. Im Jahr 1895 lag die Förderung bei 114.139 Tonnen Steinkohle, die Belegschaftsstärke betrug 520 Beschäftigte. Im Jahr 1900 stieg die Förderung erneut auf 187.796 Tonnen Steinkohle, die Belegschaftsstärke lag bei 833 Beschäftigten. Im Jahr 1905 lag die Förderung bei 160.328 Tonnen Steinkohle, die Belegschaftsstärke betrug 984 Beschäftigte. Im Jahr 1910 erneuter Anstieg der Förderung auf 308.562 Tonnen Steinkohle, die Belegschaftsstärke lag bei 1176 Beschäftigten. Im Jahr 1913 lag die Förderung bei 336.000 Tonnen Steinkohle, die Belegschaftsstärke betrug 1210 Beschäftigte. Die maximale Förderung des Bergwerks wurde im Jahr 1914 erbracht. In diesem Jahr wurden mit 1347 Beschäftigten 339.769 Tonnen Steinkohle gefördert. Im Jahr 1920 wurden mit 1151 Beschäftigten 174.617 Tonnen Steinkohle gefördert. Im Jahr 1922 waren noch 2138 Beschäftigte auf dem Bergwerk, es wurden 305.382 Tonnen Steinkohle gefördert. Dies sind die letzten bekannten Förder- und Belegschaftszahlen der Zeche Vereinigte Wiendahlsbank als förderndes Bergwerk.

## Was geblieben ist
Das Hauptgebäude der Verwaltung mit seinem charakteristischen Eingangstorbogen in der Mitte ist vollständig erhalten geblieben. Die jetzigen Eigentümer haben in den letzten Jahren die Fassade gereinigt und renoviert. Die angrenzenden ehemaligen Betriebsflächen werden heute für einen Sportplatz, eine Schule, ein Einkaufszentrum, für Kleingewerbe und Wohnzwecke genutzt. Auf dem Abraumgelände der Zeche befindet sich ein Umspannwerk der RWE, das nach Aufgabe des seit 1908 der Zeche angegliederten Kraftwerks entstand.